# Psalidium
Psalidium är ett släkte av skalbaggar som beskrevs av Johann Karl Wilhelm Illiger 1807. Psalidium ingår i familjen vivlar.

## Dottertaxa tillPsalidium, i alfabetisk ordning[1][2]
- Psalidium affine
- Psalidium anatolicum
- Psalidium articulatum
- Psalidium aurigerum
- Psalidium auxiliare
- Psalidium cilicicum
- Psalidium concinnum
- Psalidium cressa
- Psalidium creticum
- Psalidium cribricolle
- Psalidium cumulatum
- Psalidium desbrochersi
- Psalidium difficile
- Psalidium forcipatum
- Psalidium frivaldszkyi
- Psalidium holdhausi
- Psalidium inculpatum
- Psalidium intermedium
- Psalidium interstitiale
- Psalidium kiesenwelteri
- Psalidium kraatzi
- Psalidium latifrons
- Psalidium levrati
- Psalidium maxillosum
- Psalidium minutum
- Psalidium neglectum
- Psalidium oertzeni
- Psalidium pactolum
- Psalidium paradoxum
- Psalidium parnassicum
- Psalidium parvosculptum
- Psalidium planicolle
- Psalidium redtenbacheri
- Psalidium reichei
- Psalidium reitteri
- Psalidium rufescens
- Psalidium rugicolle
- Psalidium sculpturatum
- Psalidium senectum
- Psalidium separandum
- Psalidium separatum
- Psalidium simile
- Psalidium spinimanum
- Psalidium strenuum
- Psalidium subaeneus
- Psalidium subfasciatum
- Psalidium syriacum
- Psalidium tauricum
- Psalidium tenuipes
- Psalidium undulatum
- Psalidium vestitum
- Psalidium villosum
- Psalidium vittatum